# Juan Antonio López Toribio
Juan Antonio López Toribio (Barcelona, 13 de juny de 1966) és un entrenador de futbol i exfutbolista català que jugava de defensa.
Toribio disputà dues temporades a Primera Divisió. Va debutar-hi als 19 anys jugant un partit de la temporada 1985-1986 amb el RCD Espanyol. Posteriorment passà pel CE L'Hospitalet i el FC Andorra.
No retornaria a la màxima categoria fins deu anys després, ja a les files del CP Mérida, equip amb el qual esdevindria un dels jugadors més carismàtics de la primera meitat de la dècada dels 90, estrenant-se fins i tot com a golejador durant la temporada de l'històric ascens a Primera del conjunt extremeny.